# Paridea approximata
Paridea approximata es una especie de insecto coleóptero de la familia Chrysomelidae.
Fue descrita en 1892 por Duvivier.